# Stefano Denswil
Stefano Denswil (Zaandam, 7 mei 1993) is een Nederlands profvoetballer, die bij voorkeur in de verdediging speelt. Medio 2025 tekende hij bij Kayserispor.

## Clubcarrière

### Jeugd
Denswil begon te voetballen bij de amateurs van Hellas Sport in Zaandam. Vanaf 2001 doorliep hij de jeugdopleiding van de Amsterdamse club. Denswil was een van de sterren in de NextGenSeries (Junior Champions League), waarin Ajax de finale haalde en Denswil in de finale met een vrije trap wist te scoren.

### Ajax
Denswil debuteerde op 31 oktober 2012 in het eerste elftal van Ajax, in de bekerwedstrijd uit bij ONS Sneek, die de club met 0-2 won. Denswil wist direct te scoren in zijn debuutwedstrijd. In de 88ste minuut zette hij via een vrije trap de eindstand op het bord.
Op 3 november 2012 maakte Denswil zijn debuut in de competitie voor Ajax, als basisspeler in de met 0-2 verloren wedstrijd tegen Vitesse.
In het seizoen 2013-2014 sloot Denswil zich in eerste instantie aan bij Jong Ajax, waar hij tot aanvoerder werd gekozen. Op 5 augustus speelde hij voor de eerste keer mee met Jong Ajax (2-0 winst) in de Jupiler League wedstrijd tegen Telstar.
Op 1 september 2013 uit bij FC Groningen speelde Denswil als vervanger van de naar Atlético Madrid vertrokken Toby Alderweireld in het centrum naast Niklas Moisander. Op 18 september 2013 maakte Denswil zijn Europese debuut in de UEFA Champions League wedstrijd uit tegen FC Barcelona die met 4-0 werd verloren. Denswil begon in de basis en speelde de gehele wedstrijd.
In de tweede wedstrijd in de groepsfase op 1 oktober 2013 thuis tegen AC Milan scoorde Denswil zijn eerste officiële Europese doelpunt voor Ajax in de Champions League. Denswil kopte de 1-0 binnen in de 90e minuut in een wedstrijd die eindigde in 1-1 door een penalty in de 93e minuut die werd benut door Mario Balotelli. In de derde wedstrijd van Ajax in de Champions League op Celtic Park tegen Celtic FC, op 22 oktober 2013, veroorzaakte Denswil een strafschop waaruit Celtic de 1-0 scoorde. Later die wedstrijd veranderde Denswil een schot van richting waardoor Celtic op 2-0-voorsprong kwam in de wedstrijd die uiteindelijk in 2-1 eindigde. Denswil scoorde op 27 januari 2014 zijn eerste doelpunt voor Jong Ajax in de Jupiler League thuiswedstrijd tegen FC Oss die met 2-0 werd gewonnen. Denswil scoorde op 30 maart 2014 zijn eerste doelpunt in de Eredivisie in de thuiswedstrijd van Ajax tegen FC Twente (3-0 winst) opende Denswil in de 29e minuut de score.
Ajax maakte op 30 december 2014 bekend dat zij het contract van Denswil niet wilden verlengen en dat hij, ondanks het nog doorlopende contract, transfervrij mocht vertrekken. Zijn naam werd hierna in verband gebracht met Juventus FC en Lazio Roma, terwijl Ajax al direct een overstap naar Feyenoord en PSV blokkeerde.

### Club Brugge
Kort nadat Denswil bij Ajax te horen had gekregen dat zijn contract niet werd verlengd, kwam hij tot overeenstemming met Club Brugge over een contract van 3,5 jaar. Ajax vroeg hierbij geen transfersom, maar bedong wel een percentage van een eventueel toekomstige transfersom. Zijn officiële debuut maakte Denswil op 25 januari 2015 in de competitie uitwedstrijd tegen Cercle Brugge die met 3-0 werd gewonnen. Denswil kwam de volledige 90 minuten in actie.
Op 3 december 2015 scoorde Denswil in het bekerduel met KSC Lokeren in de slotfase uit een vrije trap zijn eerste doelpunt voor Brugge. Dit was het enige doelpunt van de wedstrijd waarmee Club Brugge zich kwalificeerde voor de kwartfinale. In maart won hij met Brugge zijn eerste prijs. In de bekerfinale werd met 2-1 gewonnen van Anderlecht. Door een blessure moest Denswil de finale aan zich voorbij laten gaan.
Op 15 mei 2016 kroonde Denswil zich in zijn tweede seizoen met Brugge tot kampioen van België. Op die dag werd concurrent Anderlecht met 4-0 verslagen waardoor Brugge niet meer te achterhalen was in de play-offs. Hij won vervolgens met Brugge op 23 juli 2016 ook de Belgische Supercup door met 2-1 te winnen van bekerwinnaar Standard Luik. Hiermee won hij zijn derde prijs in België. 

##### Bologna
Op 6 juli 2019 tekende Denswill voor de Italiaanse club Bologna een driejarig contract met de optie voor nog een jaar. 

###### Huurterugkeer naar Club Brugge
Op 7 januari 2021 keerde Denswil op huurbasis terug naar Club Brugge voor de rest van het seizoen. 

### Trabzonspor
Op 21 augustus 2021 werd Denswil uitgeleend aan Trabzonspor voor de duur van het Süper Lig-seizoen 2021/22.  Op 16 juni 2022 kondigde Denswil de ondertekening aan van een driejarig contract bij Trabzonspor. Op 18 februari 2025 werd het contract van Denswil ontbonden. 

## Interlandcarrière

### Jeugelftallen
Als jeugdinternational doorliep Denswil alle mogelijke jeugdelftallen van het Nederlands elftal.
| Jeugdinterlands van Stefano Denswil | Jeugdinterlands van Stefano Denswil | Jeugdinterlands van Stefano Denswil | Jeugdinterlands van Stefano Denswil | Jeugdinterlands van Stefano Denswil | Jeugdinterlands van Stefano Denswil |
| Team (№ interlands)                 | Datum                               | Wedstrijd                           | Uitslag                             | Soort Wedstrijd                     | Doelpunten                          |
| Als speler bij Ajax                 | Als speler bij Ajax                 | Als speler bij Ajax                 | Als speler bij Ajax                 | Als speler bij Ajax                 | Als speler bij Ajax                 |
| ----------------------------------- | ----------------------------------- | ----------------------------------- | ----------------------------------- | ----------------------------------- | ----------------------------------- |
| Onder 15 (1.)                       | 27 november 2007                    | Nederland - Slowakije               | 0 – 0                               | Vriendschappelijk                   |                                     |
| Onder 15 (2.)                       | 29 november 2007                    | Nederland - Slowakije               | 5 – 0                               | Vriendschappelijk                   |                                     |
| Onder 15 (3.)                       | 11 maart 2008                       | Nederland - België                  | 4 – 2                               | Vriendschappelijk                   |                                     |
| Onder 15 (4.)                       | 15 april 2008                       | Nederland - Zwitserland             | 0 – 2                               | Vriendschappelijk                   |                                     |
| Onder 15 (5.)                       | 17 april 2008                       | Nederland - Zwitserland             | 0 – 0                               | Vriendschappelijk                   |                                     |
| Onder 16 (1.)                       | 10 februari 2009                    | Nederland - Oekraïne                | 3 – 1                               | Vriendschappelijk                   |                                     |
| Onder 16 (2.)                       | 12 februari 2009                    | Nederland - Oekraïne                | 2 – 0                               | Vriendschappelijk                   |                                     |
| Onder 17 (1.)                       | 22 september 2009                   | Frankrijk - Nederland               | 1 – 0                               | Vriendschappelijk                   |                                     |
| Onder 17 (2.)                       | 24 september 2009                   | Frankrijk - Nederland               | 1 – 2                               | Vriendschappelijk                   |                                     |
| Onder 17 (3.)                       | 22 oktober 2009                     | Nederland - Andorra                 | 4 – 0                               | EK-kwalificatie '10                 |                                     |
| Onder 17 (4.)                       | 24 oktober 2009                     | Nederland - Malta                   | 1 – 2                               | EK-kwalificatie '10                 |                                     |
| Onder 17 (5.)                       | 27 oktober 2009                     | Ierland - Nederland                 | 0 – 1                               | EK-kwalificatie '10                 |                                     |
| Onder 17 (6.)                       | 4 februari 2010                     | Noorwegen - Nederland               | 0 – 2                               | La Manga '10                        |                                     |
| Onder 17 (7.)                       | 8 februari 2010                     | Denemarken - Nederland              | 2 – 1                               | La Manga '10                        |                                     |
| Onder 17 (8.)                       | 3 maart 2010                        | Nederland - Griekenland             | 2 – 0                               | Vriendschappelijk                   |                                     |
| Onder 17 (9.)                       | 25 maart 2010                       | Nederland - Oekraïne                | 2 – 0                               | EK-kwalificatie '10                 |                                     |
| Onder 17 (10.)                      | 27 maart 2010                       | Georgië - Nederland                 | 1 – 2                               | EK-kwalificatie '10                 |                                     |
| Onder 17 (11.)                      | 30 maart 2010                       | Nederland - Tsjechië                | 0 – 1                               | EK-kwalificatie '10                 |                                     |
| Onder 18 (1.)                       | 17 november 2010                    | Roemenië - Nederland                | 0 – 3                               | Vriendschappelijk                   |                                     |
| Onder 19 (1.)                       | 9 februari 2011                     | Frankrijk - Nederland               | 1 – 1                               | Vriendschappelijk                   |                                     |
| Onder 19 (2.)                       | 29 maart 2011                       | Nederland - Engeland                | 3 – 0                               | Vriendschappelijk                   |                                     |
| Onder 19 (3.)                       | 19 mei 2011                         | Nederland - Israël                  | 1 – 1                               | EK-kwalificatie '11                 |                                     |
| Onder 19 (4.)                       | 21 mei 2011                         | Nederland - Tsjechië                | 0 – 1                               | EK-kwalificatie '11                 |                                     |
| Onder 19 (5.)                       | 4 september 2011                    | Duitsland - Nederland               | 2 – 2                               | Vriendschappelijk                   |                                     |
| Onder 19 (6.)                       | 29 februari 2012                    | Zwitserland - Nederland             | 0 – 3                               | Vriendschappelijk                   |                                     |
| Onder 20 (1.)                       | 8 september 2012                    | Turkije - Nederland                 | 2 – 1                               | Vriendschappelijk                   |                                     |
| Onder 20 (2.)                       | 11 oktober 2012                     | Nederland - Noorwegen               | 1 – 2                               | Vriendschappelijk                   | 5'                                  |
| Onder 20 (3.)                       | 6 februari 2013                     | Ierland - Nederland                 | 3 – 0                               | Vriendschappelijk                   |                                     |
| Onder 20 (4.)                       | 22 maart 2013                       | Nederland - Servië                  | 2 – 1                               | Vriendschappelijk                   |                                     |

### Jong Oranje
Op 2 augustus 2013 werd bekendgemaakt dat bondscoach Albert Stuivenberg Denswil had opgeroepen voor een 32-koppige voorselectie van Jong Oranje. Dit was de eerste keer dat hij deel uitmaakte van een selectie van Jong Oranje. Op 9 augustus 2013 werd bekendgemaakt dat Denswil ook tot de definitieve selectie van 22 spelers behoorde. Vervolgens maakte hij op 14 augustus 2013 in een vriendschappelijke wedstrijd tegen Jong Tsjechië zijn debuut voor Jong Oranje. Hij speelde de gehele eerste helft.
| Interlands van Stefano Denswil voor Jong Oranje | Interlands van Stefano Denswil voor Jong Oranje | Interlands van Stefano Denswil voor Jong Oranje | Interlands van Stefano Denswil voor Jong Oranje | Interlands van Stefano Denswil voor Jong Oranje | Interlands van Stefano Denswil voor Jong Oranje |
| №                                               | Datum                                           | Wedstrijd                                       | Uitslag                                         | Soort Wedstrijd                                 | Goals                                           |
| Als speler bij AFC Ajax                         | Als speler bij AFC Ajax                         | Als speler bij AFC Ajax                         | Als speler bij AFC Ajax                         | Als speler bij AFC Ajax                         | Als speler bij AFC Ajax                         |
| ----------------------------------------------- | ----------------------------------------------- | ----------------------------------------------- | ----------------------------------------------- | ----------------------------------------------- | ----------------------------------------------- |
| 1.                                              | 14 augustus 2013                                | Tsjechië - Nederland                            | 1 – 0                                           | Vriendschappelijk                               |                                                 |
| 2.                                              | 5 september 2013                                | Nederland - Schotland                           | 4 – 0                                           | EK kwalificatie 2015                            |                                                 |
| 3.                                              | 9 september 2013                                | Luxemburg - Nederland                           | 0 – 1                                           | EK kwalificatie 2015                            |                                                 |
| 4.                                              | 10 oktober 2013                                 | Georgië - Nederland                             | 0 – 6                                           | EK kwalificatie 2015                            |                                                 |
| 5.                                              | 14 oktober 2013                                 | Nederland - Oostenrijk                          | 0 – 3                                           | Vriendschappelijk                               |                                                 |
| 6.                                              | 14 november 2013                                | Slowakije - Nederland                           | 2 – 2                                           | EK kwalificatie 2015                            |                                                 |
| 7.                                              | 18 november 2013                                | Frankrijk - Nederland                           | 1 – 1                                           | Vriendschappelijk                               |                                                 |

## Suriname
Denswil koos voor het uitkomen voor het Surinaamse voetbalelftal. Op 9 september 2023 maakte Denswil zijn debuut tegen Grenada, deze wedstrijd werd met 1-1 gelijkgespeeld.

## Carrièrestatistieken

### Beloften
| Seizoen | Club      | Competitie     | Competitie | Competitie |
| Seizoen | Club      | Competitie     | Wed.       | Dlp.       |
| ------- | --------- | -------------- | ---------- | ---------- |
| 2013/14 | Jong Ajax | Eerste divisie | 9          | 1          |
| 2014/15 | Jong Ajax | Eerste divisie | 7          | 1          |
| Totaal  | Totaal    | Totaal         | 16         | 2          |

### Senioren
| Seizoen                 | Club                    | Competitie              | Competitie | Competitie | Beker | Beker | Internationaal | Internationaal | Totaal | Totaal |
| Seizoen                 | Club                    | Competitie              | Wed.       | Dlp.       | Wed.  | Dlp.  | Wed.           | Dlp.           | Wed.   | Dlp.   |
| ----------------------- | ----------------------- | ----------------------- | ---------- | ---------- | ----- | ----- | -------------- | -------------- | ------ | ------ |
| 2012/13                 | Ajax                    | Eredivisie              | 4          | 0          | 1     | 1     | —              | —              | 5      | 1      |
| 2013/14                 | Ajax                    | Eredivisie              | 17         | 1          | 4     | 0     | 7              | 1              | 28     | 2      |
| 2014/15                 | Ajax                    | Eredivisie              | 1          | 0          | 3     | 0     | 2              | 0              | 6      | 0      |
| 2014/15                 | Club Brugge             | Eerste klasse A         | 11         | 0          | 2     | 0     | —              | —              | 13     | 0      |
| 2015/16                 | Club Brugge             | Eerste klasse A         | 26         | 2          | 4     | 1     | 4              | 0              | 34     | 3      |
| 2016/17                 | Club Brugge             | Eerste klasse A         | 39         | 1          | 2     | 0     | 5              | 0              | 46     | 1      |
| 2017/18                 | Club Brugge             | Eerste klasse A         | 33         | 2          | 3     | 0     | 4              | 2              | 40     | 4      |
| 2018/19                 | Club Brugge             | Eerste klasse A         | 35         | 1          | 1     | 0     | 8              | 0              | 44     | 1      |
| 2019/20                 | Bologna                 | Serie A                 | 26         | 0          | 2     | 0     | —              | —              | 28     | 0      |
| 2020/21                 | Bologna                 | Serie A                 | 5          | 0          | 2     | 0     | —              | —              | 7      | 0      |
| 2020/21                 | → Club Brugge           | Eerste klasse A         | 12         | 0          | 3     | 0     | —              | —              | 15     | 0      |
| 2021/22                 | Trabzonspor             | Süper Lig               | 28         | 0          | 1     | 0     | —              | —              | 29     | 0      |
| 2022/23                 | Trabzonspor             | Süper Lig               | 19         | 1          | 1     | 0     | 8              | 0              | 28     | 1      |
| 2023/24                 | Trabzonspor             | Süper Lig               | 26         | 1          | 5     | 1     | —              | —              | 31     | 2      |
| 2024/25                 | Trabzonspor             | Süper Lig               | 9          | 1          | 0     | 0     | 6              | 0              | 15     | 1      |
| 2025/26                 | Kayserispor             | Süper Lig               | 0          | 0          | 0     | 0     | —              | —              | 0      | 0      |
| Seniorencarrière totaal | Seniorencarrière totaal | Seniorencarrière totaal | 291        | 10         | 34    | 3     | 44             | 3              | 369    | 16     |

Bijgewerkt tot en met 19 februari 2025.

## Erelijst
| Competitie           |        |                           |      |      |
| Competitie           | Aantal | Jaren                     |      |      |
| Ajax                 | Ajax   | Ajax                      | Ajax | Ajax |
| -------------------- | ------ | ------------------------- | ---- | ---- |
| Nationaal            |        |                           |      |      |
| Eredivisie           | 2x     | 2013, 2014                |      |      |
| Johan Cruijff Schaal | 1x     | 2013                      |      |      |
| Club Brugge          |        |                           |      |      |
| Eerste klasse A      | 3x     | 2015/16, 2017/18, 2020/21 |      |      |
| Beker van België     | 1x     | 2014/15                   |      |      |
| Belgische Supercup   | 2x     | 2016, 2018                |      |      |
| Trabzonspor          |        |                           |      |      |
| Süper Lig            | 1x     | 2021/22                   |      |      |